# Собор Святого Иоанна (Измир)
Собор Святого Иоанна в Измире является кафедральным собором Архиепархии Смирны Римско-католической церкви. Собор посвящён Иоанну Богослову, который в Книге Откровения послал приветствия и наставления Семи церквам Азии, включая Смирну (ныне — Измир).

## История
Собор заложен в 1862 году. В 1863 году султан Абдулазиз пожертвовал 11 000 золотых турецких лир на строительство, христиане из Лиона Франции также внесли свой вклад. Связь с Лионом была связана с тем, что миссионеры из Смирны принесли христианство в Лион во втором веке. Строительство было завершено в 1874 году и освящено 25 мая 1874 года архиепископом Винсентом Спаккапьетрой, апостольским делегатом в Малой Азии.
В 1965 году тогдашний архиепископ Смирны Джозеф Эммануэль Дескуффи дал разрешение военнослужащим НАТО, как протестантам, так и католикам, и их иждивенцам, дислоцированным в Измире, использовать собор для религиозных служб.

## Интерьер

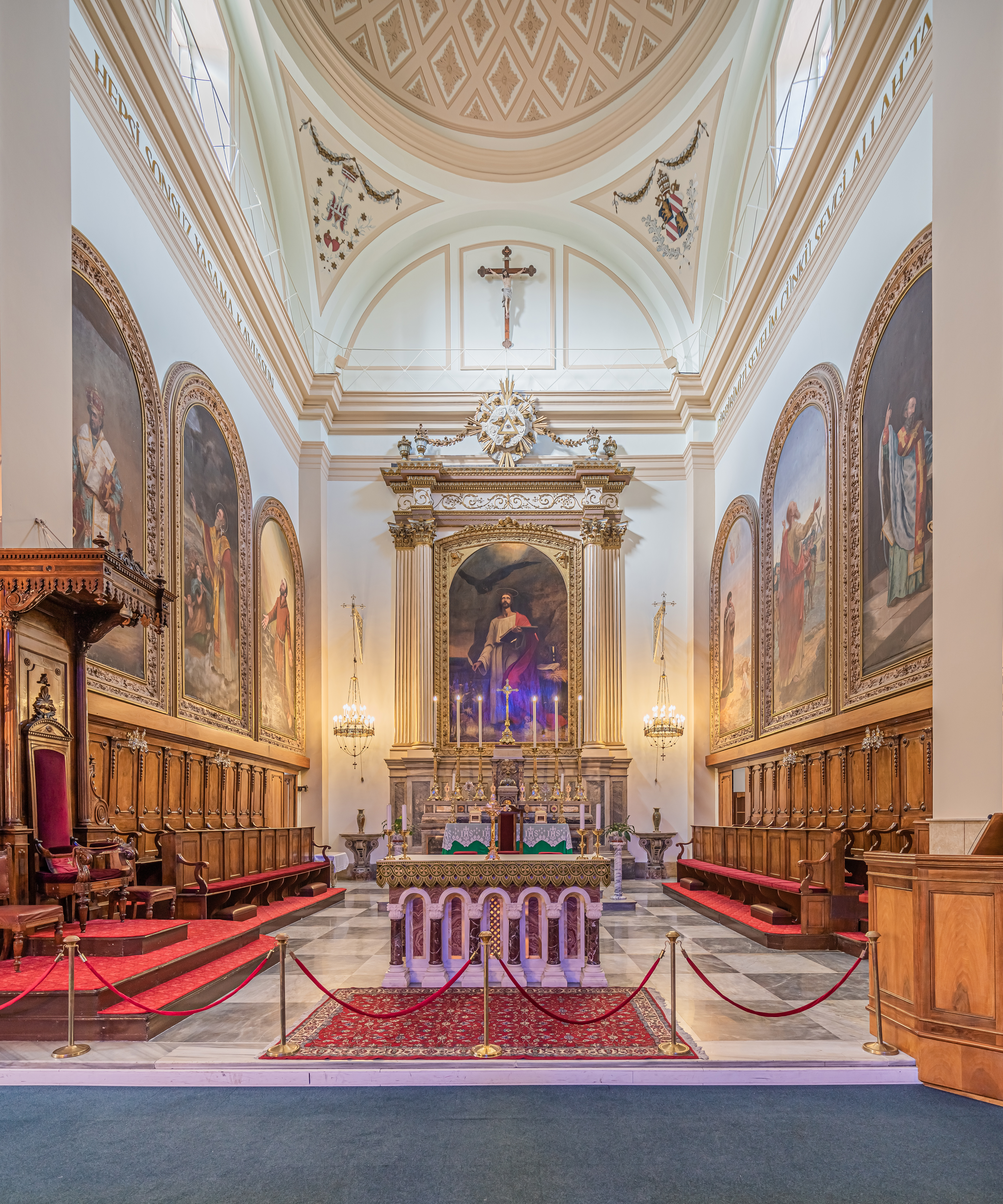
Интерьер собора Святого Иоанна

На росписи над главным престолом собора изображён св. Иоанн с орлом как его литургическим символом. Он изображён с пером и свитком, пишущим своё Евангелие. Картина подписана художником А. фон Крамером.
Другие изображения в области святилища: (справа) Святой Августин, Святой Андрей и Святой Афанасий; (слева святитель Поликарп, епископ Смирнский II века и мученик за Христа) и святитель Иоанн Златоуст. Одна панель пуста, потому что оригинальная картина сгорела в начале этого века.

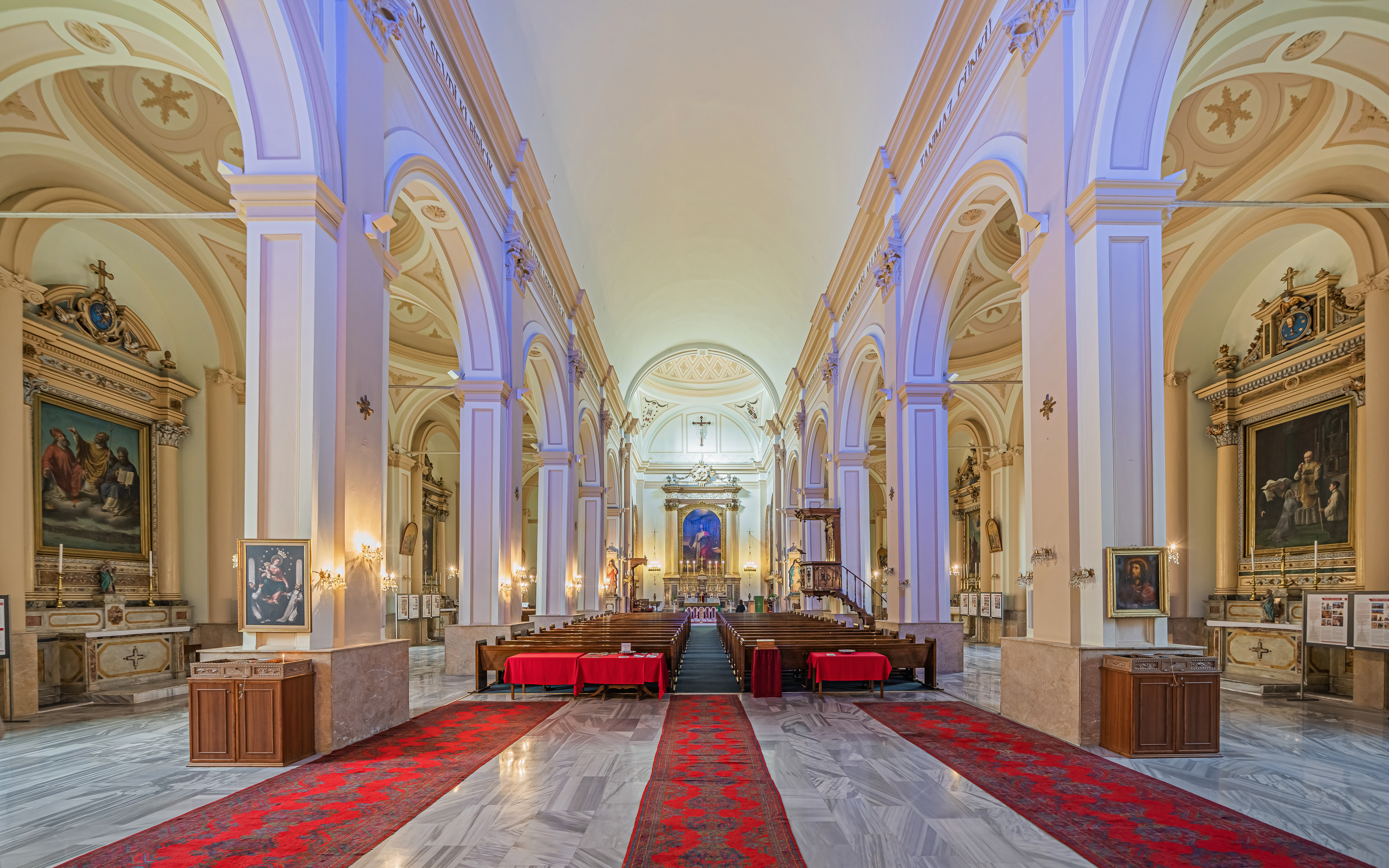
Более широкий вид на интерьер собора Святого Иоанна

Дополнительные картины в соборе: справа от главного входа — Св. Винсент де Поль, причащающий детей. Вторая картина справа — Св. Пётр и Св. Павел.
Слева от главного входа на первой картине изображены три первых епископа этой области: Игнатий Антиохийский (Антакья); Поликарп Смирнский и Ириней, священник Смирнский, который отправился в Лион во Франции и стал там епископом. Фоном для изображения этих епископов служит представление художника о том, как выглядела древняя Смирна. На другом изображении изображена святая Анна, мать Девы Марии.
Над входом в собор внутри установлена картина, на которой изображены семь епископов семи церквей Азии. Эта картина, первоначально написанная для Часовни причастия на авиабазе НАТО в Чигли Измира, была доставлена в собор в мае 1970 года.
Примерно в 30 футах от пола слева и справа от собора находятся небольшие медальоны с портретами трёх епископов и трёх пап, которые помогали в строительстве собора: (справа) Антоний Муссабини, епископ здесь 1838—1861 гг., Винсент Спаккапьетра 1862—1878 гг. и Эндрю Тимони 1879—1904 гг. (слева). Папские портреты: Григория XVI 1831—1846 гг.; Пий IX 1846—1878 гг.; и Лев XIII 1878—1903 гг.
Мемориальные гробницы епископов Муссабини и Спаккапьетра расположены в саду собора слева и справа соответственно. Их оформили каррарские художники.
Когда верующие входят на территорию собора с бульвара Сехит Неврес, они замечают инициалы DOM над главным входом на фасаде собора. Это аббревиатура от латинского Deo optimo maximo «В честь Бога, лучший, величайший».
Слева от главного входа установлена мемориальная доска зданию. В несколько вольном переводе говорится: <quote>Краеугольный камень этого храма, (построенного) в честь святого Иоанна, апостола и писателя, (был) заложен 26 ноября 1862 года. Благодарности (даются) за щедрые пожертвования (местных) граждан и взносы иностранцев. Папа Пий IX на 27-м году своего долгого понтификата даровал ей высокую честь (быть) малой базиликой и обогатил её теми же индульгенциями, что и базилику Святого Иоанна Латеранского (в Риме). Он (также) пожертвовал главный алтарь с его драгоценными камнями и металлами.
Винсент Спаккапьетра, винсентийский священник, архиепископ Смирнский и Виктор, апостольский в Малой Азии и Греческом королевстве, посвятил его 25 июня 1874 года, в 27-ю годовщину (своего рукоположения) в священство. (Присутствовали) Лоуренс Берсеретти, архиепископ Назоса; Фиделис Абате, епископ Санторино; Джон Маренго, епископ Тиноса.
Баптистерий справа от главного входа не был оборудован до 1916 года; как сообщает дарственная табличка. Её донором стал местный житель по имени Джон Морикони. Настоятелем собора в это время был священник Петр Лонгиноти.
Боковые часовни собора посвящены святому Иосифу (нынешняя причастная часовня) и Богоматери Скорбящей.
Высоко над святилищем, у потолка здания, находится треугольник с глазом в центре. Треугольник является символом Пресвятой Троицы, а глаз представляет «Всевидящую, всезнающую мудрость Бога».